# Jablanica (Kolubara)
Pour les articles homonymes, voir Jablanica.
Ne pas confondre avec la Jablanica, un affluent de la Južna Morava.
La Jablanica (en serbe cyrillique : Јабланица) est une rivière de l'ouest de la Serbie. Elle constitue l'un des bras formant la Kolubara et coule 24 km. La Jablanica fait partie du bassin versant de la mer Noire.

## Géographie
La rivière prend sa source sur le versant oriental du mont Jablanik. À 1 km en amont de Valjevo, elle rencontre la rivière Obnica et forme avec elle la Kolubara. Dans sa vallée passe une route qui longe le mont Povlen et conduit de Valjevo à Rogačica, à Bajina Bašta, aux monts Tara, à Kremna et, au-delà, jusqu'à Višegrad.